# La Veuve (poème)
Pour les articles homonymes, voir La Veuve.
La Veuve est un poème  de Jules Jouy composé en 1887 et mis plus tard en musique par Pierre Larrieu.

## Histoire deLa veuve
Ce poème contre la peine de mort (« la veuve » est un surnom donné à la guillotine) a été écrit en 1887 par le poète, chansonnier et goguettier montmartrois Jules Jouy au moment du procès de Clément Duval. Il a été dit dans les cabarets et cafés-concerts de Montmartre par Jules Jouy, par Paul Félix Taillade et par Mévisto aîné avec beaucoup de succès.
En 1924, il a été mis en musique par Pierre Larrieu à la demande de Damia, surnommée « la tragédienne de la chanson ». Elle l'enregistre la même année. Cet enregistrement a été réédité en 1974 par Pathé sur deux 33 tours consacrés à la chanteuse.

## Paroles
La Veuve, auprès d'une prison,

Dans un hangar sombre demeure.

Elle ne sort de sa maison

Que lorsqu'il faut qu'un bandit meure.

Dans sa voiture de gala

Qu'accompagne la populace

Elle se rend, non loin de là,

Et, triste, descend sur la place. 

Avec des airs d'enterrement,

Qu'il gèle, qu'il vente ou qu'il pleuve,

Elle s'habille lentement,

La Veuve. 

Les témoins, le prêtre et la loi

Voyez, tout est prêt pour la noce ;

Chaque objet trouve son emploi :

Ce fourgon noir, c'est le carrosse.

Tous les accessoires y sont :

Les deux chevaux pour le voyage

Et le grand panier plein de son :

La corbeille de mariage. 

 

Alors, tendant ses longs bras roux,

Bichonnée, ayant fait peau neuve,

Elle attend son nouvel époux,

La Veuve. 

Voici venir le prétendu

Sous le porche de la Roquette.

Appelant le mâle attendu,

La Veuve, à lui s'offre, coquette.

Tandis que la foule, autour d'eux,

Regarde frissonnante et pâle,

Dans un accouplement hideux,

L'homme cracher son dernier râle. 

Car les amants, claquant du bec,

Tués dès la première épreuve,

Ne couchent qu'une fois avec

La Veuve. 

Tranquille, sous l'œil du badaud,

Comme, en son boudoir, une fille,

La Veuve se lave à grande eau,

Se dévêt et se démaquille.

Impassible, au milieu des cris,

Elle retourne dans son bouge,

De ses innombrables maris

Elle porte le deuil en rouge. 

Dans sa voiture se hissant,

Goule horrible que l'homme abreuve,

Elle rentre cuver son sang,

La Veuve.